# باشگاه فوتبال اسلاویا سارایوو
باشگاه فوتبال اسلاویا سارایوو (انگلیسی: FK Slavija Sarajevo) یک باشگاه فوتبال در شهر سارایوو است که در سال ۱۹۰۸ تأسیس شده. این باشگاه سابقه ۱ قهرمانی در جام حذفی فوتبال بوسنی و هرزگوین را در کارنامه دارد.